# Saison 2019-2020 du Standard de Liège
Maillots
Chronologie
Saison précédente Saison suivante
La saison 2019-2020 du Standard de Liège voit le club évoluer en Jupiler Pro League. C'est la 103e saison des Rouches au plus haut niveau du football belge, et la 98e consécutive, record absolu en Belgique. Il participe également à la Coupe de Belgique ainsi qu'à la Ligue Europa.

## Transferts[1]

### Mercatod'été

#### Transferts entrants[2]
| Nom                    | Poste     | Nationalité sportive | Provenance            | Transfert   | Fin du contrat | Note                       |
| ---------------------- | --------- | -------------------- | --------------------- | ----------- | -------------- | -------------------------- |
| Zinho Vanheusden       | Défenseur | Belgique             | Inter Milan           | 11,74 M€    |                | Était déjà en prêt au club |
| Felipe Avenatti        | Attaquant | Uruguay              | FC Bologne            | 3,5 M€      |                |                            |
| Obbi Oularé            | Attaquant | Belgique             | Watford FC            | 3,4 M€      |                | Était déjà en prêt au club |
| Nicolas Gavory         | Défenseur | France               | FC Utrecht            | 3,1 M€      |                |                            |
| Aleksandar Boljević    | Attaquant | Monténégro           | Waasland-Beveren      | 2,2 M€      |                |                            |
| Denis Drăguș           | Attaquant | Roumanie             | FC Viitorul Constanța | 1,8 M€      |                |                            |
| Selim Amallah          | Milieu    | Maroc                | RE Mouscron           | 1,5 M€      |                |                            |
| Mërgim Vojvoda         | Défenseur | Kosovo               | RE Mouscron           | 1,2 M€      |                |                            |
| Anthony Limbombe       | Attaquant | Belgique             | FC Nantes             | Prêt (1 M€) |                |                            |
| Noë Dussenne           | Défenseur | Belgique             | RE Mouscron           | 800 K€      |                |                            |
| Hady Sangare           | Défenseur | Mali                 | JMG Bamako            | ?           |                |                            |
| Vanja Milinković-Savić | Gardien   | Serbie               | Torino FC             | Prêt        |                |                            |

#### Transferts sortants
| Nom                 | Poste     | Nationalité sportive             | Destination            | Transfert      | Note                                             |
| ------------------- | --------- | -------------------------------- | ---------------------- | -------------- | ------------------------------------------------ |
| Moussa Djenepo      | Attaquant | Mali                             | Southampton FC         | 15,7 M€        |                                                  |
| Răzvan Marin        | Milieu    | Roumanie                         | Ajax Amsterdam         | 12,5 M€        |                                                  |
| Christian Luyindama | Défenseur | République démocratique du Congo | Galatasaray SK         | 5 M€           | Était déjà en prêt à Galatasaray                 |
| Guillermo Ochoa     | Gardien   | Mexique                          | Club América           | 1 M€           |                                                  |
| Miloš Kosanović     | Défenseur | Serbie                           | Al-Jazira Club         | 650 K€         |                                                  |
| Valeriy Luchkevych  | Milieu    | Ukraine                          | FK Oleksandria         | 250 K€         |                                                  |
| Lindon Selahi       | Milieu    | Albanie                          | FC Twente              | Libre          |                                                  |
| Jérôme Déom         | Milieu    | Belgique                         | MVV Maastricht         | ?              |                                                  |
| Uche Agbo           | Milieu    | Nigeria                          | Sporting Club de Braga | Prêt           |                                                  |
| William Balikwisha  | Attaquant | République démocratique du Congo | Cercle Bruges          | Prêt           |                                                  |
| Carlinhos           | Milieu    | Brésil                           | Vitória Setúbal        | Prêt           |                                                  |
| Natanaël Frenoy     | Défenseur | Belgique                         | MVV Maastricht         | Prêt           |                                                  |
| Alen Halilović      | Milieu    | Croatie                          | AC Milan               | Fin du prêt    | Prêté à Heerenveen dans la foulée par l'AC Milan |
| Ryan Mmaee          | Attaquant | Maroc                            | Sans club              | Fin de contrat | S'est ensuite engagé à l'AEL Limassol            |

### Mercato d'hiver

#### Transferts entrants[2]
| Nom            | Poste     | Nationalité sportive             | Provenance        | Transfert | Fin du contrat | Note |
| -------------- | --------- | -------------------------------- | ----------------- | --------- | -------------- | ---- |
| Eden Shamir    | Milieu    | Israël                           | Hapoël Beer-Sheva | 1,8 M€    |                |      |
| Moussa Sissako | Défenseur | Mali                             | Paris SG          | Prêt      |                |      |
| John Nekadio   | Défenseur | République démocratique du Congo | ?                 | ?         |                |      |

#### Transferts sortants
| Nom                 | Poste     | Nationalité sportive             | Destination          | Transfert       | Note                                                                       |
| ------------------- | --------- | -------------------------------- | -------------------- | --------------- | -------------------------------------------------------------------------- |
| Renaud Emond        | Attaquant | Belgique                         | FC Nantes            | 4 M€            |                                                                            |
| Paul-José M'Poku    | Milieu    | République démocratique du Congo | Al-Wahda             | 2 M€            |                                                                            |
| Sébastien Pocognoli | Défenseur | Belgique                         | Sans club            | Contrat rompu   | S'est ensuite engagé à la R Union SG                                       |
| Réginal Goreux      | Défenseur | Haïti                            | /                    | Fin de carrière | Est ensuite devenu entraîneur des jeunes au sein de l'Académie du Standard |
| Anthony Limbombe    | Attaquant | Belgique                         | FC Nantes            | Fin du prêt     |                                                                            |
| Uche Agbo           | Milieu    | Nigeria                          | Deportivo La Corogne | Prêt            | Avait déjà été prêté au Sporting Club de Braga en début de saison          |
| William Balikwisha  | Attaquant | République démocratique du Congo | MVV Maastricht       | Prêt            | Avait déjà été prêté au Cercle Bruges en début de saison                   |
| Natanaël Frenoy     | Défenseur | Belgique                         | RFC Liège            | Prêt            | Avait déjà été prêté au MVV Maastricht en début de saison                  |

## Déroulement de la saison
Le 10 juin 2019, le Standard annonce l'arrivée comme T2 de Mbaye Leye, ancien attaquant du club entre 2010 et 2012 qui vient de mettre un terme à sa carrière de joueur. Il remplace Emilio Ferrera et sera, avec Éric Deflandre, l'adjoint de Michel Preud'homme.
Le club se montre par ailleurs rapidement très actif sur le plan des transferts en recrutant avant le 1er juillet une dizaine de nouveaux joueurs parmi lesquels le gardien serbe Vanja Milinković-Savić, l'arrière gauche français Nicolas Gavory, l'arrière droit kosovar formé en partie au club Mërgim Vojvoda, le milieu offensif belge Selim Amallah, l'ailier gauche Anthony Limbombe (ex Club Bruges, en prêt du Football Club de Nantes), l'ailier gauche monténégrin Aleksandar Boljević, l'attaquant uruguayen Felipe Avenatti ainsi que les achats à l'Inter Milan de Zinho Vanheusden et d'Obbi Oularé au club anglais de Watford Football Club. Ces deux derniers joueurs étaient précédemment prêtés au Standard. Au début du mois d'août, le jeune attaquant roumain de 20 ans Denis Drăguș et l'arrière central Noë Dussenne rejoignent à leur tour l'effectif liégeois. Moussa Djenepo et Răzvan Marin quittent Sclessin. Le Malien en direction de Southampton Football Club et le Roumain vers l'Ajax Amsterdam. Ces deux transferts auraient rapporté au club une somme avoisinant les 28 millions d'euros. Comme il l'avait annoncé à l'issue de la compétition précédente, Guillermo Ochoa ne portera plus les couleurs du Standard. Il retourne dans son pays à son club formateur mexicain du Club América. C'est le jeune Arnaud Bodart, formé au club et neveu de Gilbert Bodart, qui devient titulaire entre les perches liégeoises.
À la suite de la non-participation à la Ligue Europa du KV Malines, vainqueur de la coupe de Belgique mais impliqué dans l'affaire dite du Footgate, le Standard est directement qualifié pour la phase de groupes de cette Ligue Europa. Le 30 août, le tirage au sort envoie les Rouches dans le groupe F, groupe très relevé puisqu'il compte les Anglais d'Arsenal et les Allemands de l'Eintracht Francfort, respectivement finaliste et demi-finaliste de la saison précédente, ainsi que les Portugais du Vitória Guimarães. Le 12 décembre 2019, le Standard reçoit Arsenal pour le sixième et dernier match de ce groupe. Après avoir mené 2-0 (buts de Samuel Bastien et Selim Amallah), les Liégeois encaissent deux buts dans le dernier quart d'heure et sont ainsi éliminés de cette compétition avec un total de huit points (deux victoires, deux nuls et deux défaites) pour onze à Arsenal et neuf à l'Eintracht Francfort mais maintiennent toutefois leur brevet d'invincibilité au niveau européen à Sclessin en cours depuis la défaite face à Feyenoord le 11 décembre 2014.
Après un beau début de championnat qui voit le club prendre la tête de la compétition entre la cinquième et la huitième journée, les résultats deviennent plus décevants en fin d'année 2019 et les Rouches rétrogradent à la cinquième place à 14 unités du leader brugeois. Les résultats du mois de décembre se révèlent particulièrement médiocres avec les éliminations en Ligue Europa et en coupe de Belgique (1-3 contre l'Antwerp) et plusieurs revers en championnat, souvent en raison d'occasions de but manquées. Les blessures d'une dizaine de joueurs et principalement de Samuel Bastien et de Renaud Emond ainsi qu'une suspension de 3 matchs pour Mehdi Carcela ont sans doute nui à l'efficacité des Standardmen.
Le mercato hivernal voit le club de Sclessin se séparer de quatre de ses joueurs emblématiques. Si Sébastien Pocognoli n'entrait plus dans les plans de Michel Preud'homme, Renaud Emond, parti au FC Nantes, et Paul-José M'Poku, transféré à l'Al-Wahda Club aux Émirats arabes unis, étaient des membres réguliers et performants du onze de base des Rouches. Réginal Goreux, quant à lui, met un terme à sa carrière de joueur et intègre le staff des entraineurs du club. On note l'arrivée du milieu israélien Eden Shamir ainsi que de deux jeunes défenseurs africains : le Congolais John Nekadio, frère cadet de Christian Luyindama et le Malien Moussa Sissako, en prêt du Paris Saint-Germain.
Le 6 mai 2020, le Standard obtient sa licence par notification écrite de la Cour belge d'arbitrage pour le sport (CBAS). Dans un premier temps, le club avait été recalé par la commission des licences pour des problèmes de solvabilité de la société immobilière du Standard de Liège qui doit racheter le stade avant le 30 juin 2020 et pour un souci dans la preuve du paiement des primes de quelques joueurs. Le même jour, le gouvernement fédéral siffle la fin de la compétition pour cause de pandémie du Covid-19. Le classement définitivement arrêté après 29 journées voit le Standard se classer à la cinquième place et ainsi obtenir un ticket européen pour une participation au deuxième tour de qualification de la Ligue Europa 2020-2021. Cette décision est confirmée le 15 mai lors de l’assemblée générale de la Pro League.

## Résultats

### Matches de préparation
| Date       | Adversaire                    | Division       | Lieu                | Résultat | Buteurs pour le Standard                      |
| ---------- | ----------------------------- | -------------- | ------------------- | -------- | --------------------------------------------- |
| 26/06/2019 | Royal Cercle sportif brainois | D3 Amateurs    | Braine-l’Alleud Ext | 0-5      | Emond, Emond, Balikwisha, M. Carcela, Vojvoda |
| 29/06/2019 | Union royale Namur            | D2 Amateurs    | Namur Ext           | 1-6      | Vojvoda, Oulare, Oulare, Emond, Cop, Cop      |
| 03/07/2019 | SonderjyskE                   | D1 danoise     | Rheine Ext          | 1-1      | Emond                                         |
| 06/07/2019 | FK Oleksandriïa               | Premier-Liha   | Tegelen Ext         | 2-2      | Cop, Lestienne                                |
| 13/07/2019 | RC Strasbourg                 | Ligue 1        | Seraing Ext         | 2-0      |                                               |
| 17/07/2019 | MVV Maastricht                | D2 hollandaise | Académie Dom        | 3-3      | Limbombe, Amallah, Miangue                    |
| 21/07/2019 | OGC Nice                      | Ligue 1        | Dom                 | 2-1      | Emond, CSC                                    |
| 30/07/2019 | Union Saint-Gilloise          | Division 1B    | Dom                 | 1-1      | M'Poku                                        |

### Matches du stage d'hiver
| Date       | Adversaire        | Division                    | Lieu         | Résultat | Buteurs pour le Standard |
| ---------- | ----------------- | --------------------------- | ------------ | -------- | ------------------------ |
| 07/01/2020 | Borussia Dortmund | Championnat d'Allemagne D1  | Marbella Ext | 0-0      |                          |
| 10/01/2020 | PEC Zwolle        | Championnat des Pays-Bas D1 | Marbella Ext | 0-2      | Lestienne, Lestienne     |

### Division 1A

#### Phase régulière
| Date                | N o | Adversaire         | Lieu | Résultat | Buteurs pour le Standard                     | Points | Place | Affluence |
| ------------------- | --- | ------------------ | ---- | -------- | -------------------------------------------- | ------ | ----- | --------- |
| 27 juillet, 18:00   | J01 | Cercle Brugge      | Ext  | 0-2      | Emond 88e, Limbombe 90+4e                    | 3      | 4e    | 4 211     |
| 3 août, 18:00       | J02 | SV Zulte Waregem   | Dom  | 4-0      | CSC 2e, Lestienne 45e, Emond 70e, 75e        | 6      | 3e    | 19 283    |
| 11 août, 14:30      | J03 | STVV               | Ext  | 2-1      | Mpoku 58e                                    | 6      | 5e    | 6 487     |
| 18 août, 14:30      | J04 | RE Mouscron        | Dom  | 4-1      | Lestienne 13e, 22e, Amallah 46e, Emond 88e   | 9      | 3e    | 19 164    |
| 25 août, 18:00      | J05 | KV Kortrijk        | Dom  | 2-1      | Laifis 82e, Amallah 89e                      | 12     | 1er   | 19 737    |
| 1 septembre, 18:00  | J06 | RSC Anderlecht     | Ext  | 1-0      |                                              | 12     | 1er   | 20 500    |
| 14 septembre, 18:00 | J07 | KV Oostende        | Ext  | 1-4      | Lestienne 21e, 67e, Bastien 54e, Cimirot 80e | 15     | 1er   | 5 242     |
| 22 septembre, 14:30 | J08 | KAS Eupen          | Dom  | 3-0      | Laifis 6e, Boljevic 27e, 61e                 | 18     | 1er   | 18 745    |
| 29 septembre, 18:00 | J09 | Sporting Charleroi | Dom  | 1-1      | Mpoku 90e                                    | 19     | 2e    | 22 667    |
| 6 octobre, 18:00    | J10 | Antwerp            | Ext  | 2-2      | Emond 58e, 72e                               | 20     | 2e    | 12 978    |
| 19 octobre, 18:00   | J11 | Genk               | Dom  | 1-0      | Bastien 84e                                  | 23     | 2e    | 21 201    |
| 27 octobre, 14:30   | J12 | Club Brugge        | Ext  | 1-1      | Bastien 5e                                   | 24     | 2e    | 25 400    |
| 30 octobre, 20:30   | J13 | Waasland-Beveren   | Dom  | 2-0      | Carcela 3e, Oularé 90e                       | 27     | 2e    | 17 923    |
| 3 novembre, 18:00   | J14 | La Gantoise        | Ext  | 3-1      | Amallah 43e                                  | 27     | 2e    | 17 724    |
| 10 novembre, 20:00  | J15 | KV Mechelen        | Dom  | 1-2      | Amallah 86e                                  | 27     | 3e    | 21 612    |
| 23 novembre, 18:00  | J16 | KAS Eupen          | Ext  | 1-2      | Mpoku 14e, Bastien 90+3e                     | 30     | 2e    | 7 463     |
| 1 décembre, 18:00   | J17 | Cercle Brugge      | Dom  | 2-1      | Amallah 28e, Avenatti 90+2e                  | 33     | 2e    | 16 427    |
| 8 décembre, 14:30   | J18 | RE Mouscron        | Ext  | 2-2      | Emond 6e, Lestienne 90+4e                    | 34     | 3e    | 6 646     |
| 15 décembre, 14:30  | J19 | RSC Anderlecht     | Dom  | 1-1      | Amallah 40 e                                 | 35     | 4e    | 24 047    |
| 21 décembre, 20:30  | J20 | Waasland-Beveren   | Ext  | 2-1      | Lestienne 35e                                | 35     | 5e    | 3 229     |
| 26 décembre, 20:30  | J21 | La Gantoise        | Dom  | 0-1      |                                              | 35     | 5e    | 20 076    |
| 17 janvier, 20:30   | J22 | KV Mechelen        | Ext  | 2-3      | Amallah 45e, Carcela 69e, Avenatti 88e       | 38     | 5e    | 15 899    |
| 24 janvier, 20:30   | J23 | KV Oostende        | Dom  | 2-1      | Vojvoda 80e, Laifis 89e                      | 41     | 4e    | 16 581    |
| 31 janvier, 20:30   | J24 | KV Kortrijk        | Ext  | 3-1      | Carcela 67e                                  | 41     | 4e    | 6 151     |
| 12 février, 20:30   | J25 | Club Brugge        | Dom  | 0-0      |                                              | 42     | 5e    | 20 678    |
| 16 février, 18:00   | J26 | Genk               | Ext  | 1-3      | Vanheusden 31e, Cop 42e, Boljevic 90+2e      | 45     | 5e    | 20 108    |
| 22 février, 18:00   | J27 | Antwerp            | Dom  | 1-0      | Oularé 34e                                   | 48     | 3e    | 21 394    |
| 1 mars, 18:00       | J28 | Sporting Charleroi | Ext  | 2-0      |                                              | 48     | 5e    | 13 304    |
| 7 mars, 20:00       | J29 | STVV               | Dom  | 0-0      |                                              | 49     | 5e    | 16 544    |
| 15 mars             | J30 | SV Zulte Waregem   | Ext  | /        | Compétition arrêtée                          | 49     | 5e    | /         |

#### Play-Offs 1
Les play-offs sont annulés à la suite de la pandémie de Covid-19 en Belgique.

### Coupe de Belgique
| Date                | Tour | Club visité | Club visiteur | Aller | Total | Retour | Buteurs pour le Standard       | Affluence |
| ------------------- | ---- | ----------- | ------------- | ----- | ----- | ------ | ------------------------------ | --------- |
| 26 septembre, 20:30 | 1/16 | Standard    | Lommel SK     | 2-1   | /     | /      | Boljevic 15e, 90e              |           |
| 4 décembre, 20:00   | 1/8  | Standard    | Rebecq        | 3-0   | /     | /      | Boljevic 24e, Cop 59e, Fai 67e | 9 041     |
| 18 décembre, 20:45  | 1/4  | Standard    | Antwerp       | 1-3   | /     | /      | Lestienne 23e                  | ~14 000   |

### Ligue Europa
| Date                | Tour     | Adversaire          | Lieu | Score | Buteurs pour le Standard        | Points | Affluence |
| ------------------- | -------- | ------------------- | ---- | ----- | ------------------------------- | ------ | --------- |
| 19 septembre, 18:55 | Groupe F | Vitoria Guimarães   | Dom  | 2-0   | CSC 66e, Mpoku 90+1e            | 3      | 15 776    |
| 3 octobre, 21:00    | Groupe F | Arsenal FC          | Ext  | 4-0   |                                 | 3      | 58 725    |
| 24 octobre, 21:00   | Groupe F | Eintracht Francfort | Ext  | 2-1   | Amallah 82e                     | 3      | 47 000    |
| 7 novembre, 18:55   | Groupe F | Eintracht Francfort | Dom  | 2-1   | Vanheusden 56e, Lestienne 90+4e | 6      | 15 952    |
| 28 novembre, 21:00  | Groupe F | Vitoria Guimarães   | Ext  | 1-1   | Lestienne 40e(pen)              | 7      | 11 221    |
| 12 décembre, 18:55  | Groupe F | Arsenal FC          | Dom  | 2-2   | Bastien 47e, Amallah 69e        | 8      | 21 797    |

| Rang | Équipe              | Pts | J | G | N | P | Bp | Bc | Diff |  | Résultats (▼ dom., ► ext.) |     |     |     |     |
| ---- | ------------------- | --- | - | - | - | - | -- | -- | ---- |  | -------------------------- | --- | --- | --- | --- |
| 1    | Arsenal FC          | 11  | 6 | 3 | 2 | 1 | 14 | 7  | +7   |  | Arsenal FC                 |     | 1-2 | 4-0 | 3-2 |
| 2    | Eintracht Francfort | 9   | 6 | 3 | 0 | 3 | 8  | 10 | -2   |  | Eintracht Francfort        | 0-3 |     | 2-1 | 2-3 |
| 3    | Standard de Liège   | 8   | 6 | 2 | 2 | 2 | 8  | 10 | -2   |  | Standard de Liège          | 2-2 | 2-1 |     | 2-0 |
| 4    | Vitória Guimarães   | 5   | 6 | 1 | 2 | 3 | 7  | 10 | -3   |  | Vitória Guimarães          | 1-1 | 0-1 | 1-1 |     |

## Statistiques
Les matchs amicaux ne sont pas pris en compte.
- Maxime Lestienne est le meilleur buteur de la saison avec 10 réalisations.
- Mehdi Carcela est le meilleur passeur de la saison avec 7 passes décisives.
- Nicolas Gavory et Gojko Cimirot sont les joueurs les plus utilisés de la saison avec 36 matchs joués.

### Classement des buteurs
| Rang | Joueur              | Buts |
| ---- | ------------------- | ---- |
| 1er  | Maxime Lestienne    | 10   |
| 2e   | Selim Amallah       | 9    |
| 3e   | Renaud Emond        | 7    |
| 4e   | Aleksandar Boljević | 6    |
| 5e   | Samuel Bastien      | 5    |
| 6e   | Paul-José M'Poku    | 4    |
| 7e   | Mehdi Carcela       | 3    |
| 7e   | Konstantínos Laḯfis | 3    |
| 9e   | Felipe Avenatti     | 2    |
| 9e   | Duje Čop            | 2    |
| 9e   | Obbi Oularé         | 2    |
| 9e   | Zinho Vanheusden    | 2    |
| 13e  | Gojko Cimirot       | 1    |
| 13e  | Collins Fai         | 1    |
| 13e  | Anthony Limbombe    | 1    |
| 13e  | Mërgim Vojvoda      | 1    |